# Bundesverband der Deutschen Industrie
La Bundesverband der Deutschen Industrie, in breve BDI (in italiano Federazione delle industrie tedesche), è la confederazione di parte datoriale che raggruppa tutte le federazioni di settore dell'industria tedesca. È stata fondata nel 1949. La sua omologa italiana è Confindustria.

## Presidenti
- 1949–1971: Fritz Berg
- 1972–1976: Hans Günter Sohl
- 1977 (Gen–Ott): Hanns-Martin Schleyer[1]
- 1978 (Gen–Set): Nikolaus Fasolt
- 1978–1984: Rolf Rodenstock
- 1985–1986: Hans Joachim Langmann
- 1987–1990: Tyll Necker
- 1991–1992: Heinrich Weiss
- 1992–1994: Tyll Necker
- 1995–2000: Hans-Olaf Henkel
- 2001–2004: Michael Rogowski
- 2005–2008: ürgen Thumann
- 2009–2012: Hans-Peter Keitel
- 2013-2016: Ulrich Grillo
- 2016 - presente: Dieter Kempf